# Les Mystères de...
Les Mystères de... est une collection de téléfilms policiers français se déroulant principalement en Nouvelle-Aquitaine mais aussi en Provence-Alpes-Côte d'Azur. Elle a été lancée en 2017 par la chaîne France 3. Elle est produite par Flach Film Production.

## Épisodes

### Les Mystères de l'île
- Réalisation : François Guérin
- Scénario : David D'Aquaro
- Date de diffusion :
  -  France : 17 janvier 2017, sur France 3 (4.3 millions de téléspectateurs)[2]
- Résumé : Un corps sans vie gît dans un zodiac à la dérive, au large, entre le fort Boyard et l'Île d'Aix. Solène Brach enquête sur la victime, José Chebec, Aixois d'origine et gardien du fort. Tout juste sorti de prison, ce dernier était incarcéré pour le braquage d'une bijouterie qui avait fait deux victimes. Son complice, un certain Michel, n'a jamais été arrêté, restant introuvable. Avec l'aide de Vincent Tessier, maire de l'île, Solène se frotte aux mutisme et secrets.
- Distribution (ordre générique de fin) :
  - Julie Ferrier : Solène Brach
  - François Vincentelli : Vincent Tessier
  - Isabel Otero : Aline
  - Vincent Winterhalter : Bernard
  - Marwan Berreni : Adrien
  - Guillaume Arnault : Mathieu
  - Marie Petiot : Agathe
  - David Van Severen : Dimitri
  - Patrick Rocca : André Tessier, père de Vincent
  - Pierre Renverseau : Légiste
  - Annick Blancheteau : Rose
- Tournage : du 24 août au 20 septembre 2016 sur l'Île d'Aix.

### Les Mystères de la basilique
- Réalisation : François Guérin
- Scénario : David D'Aquaro
- Date de diffusion :
  -  France : 14 avril 2018, sur France 3
- Résumé : Le cadavre d'un sculpteur subversif a été retrouvé à côté d’une de ses toiles couverte d’inscriptions en latin.
- Distribution :
  - Isabel Otero : Commandant Louise Chaland
  - Marwan Berreni : Sylvain Chaland, prêtre, fils de Louise
  - Sara Mortensen : Émilie, Adjointe de la Commandante
  - Moussa Sylla : Fouad, Policier
  - Rodolphe Couthois : Vincent, Légiste
  - Thierry Lagrange : Thomas Raglain, dit "Rag", la victime
  - Adèle Simphal : Agnès Delcourt, fille de François et nièce de Philippe, et petite-amie de Rag
  - Laurent Olmedo : François Delcourt
  - Jean-Michel Noirey : Philippe Delcourt
  - Nathalie Besançon : Claude, intendante du foyer
  - Pierre Aussedat : Père Boilot
  - David Van Severen : Noé
  - Laurence Cordier : Annie
  - Julien Israël : Joseph
  - Philippe Biheur : L'Archevêque
  - Nicolas Devanne : Arturo
  - Franck Mouget : Bastien
- Tournage : En 2017 à Tours.

### Les Mystères du Bois Galant
- Réalisation : Lorenzo Gabriele
- Scénario : Philippe Le Dem
- Date de diffusion :
  -  France : 30 mars 2019, sur France 3 (4,23 millions de téléspectateurs[3])
- Résumé : Emma Thélier, capitaine de police en congés, découvre un cadavre en faisant son jogging.
- Distribution (ordre générique de fin) :
  - Sara Mortensen : Emma Thélier
  - Olivier Sitruk : Adrien Klévec
  - Élizabeth Bourgine : Françoise Thélier
  - Arièle Semenoff : Louise
  - Jean-Michel Noirey : Didier Marquet
  - Frédéric van den Driessche : Bernard Zorki
  - Hélène de Saint-Père : Nathalie
  - Jean Dell : Jean Pradel
  - Pasquale D'Inca : Paul Lima
  - Sophie Staub : Valentine
  - Sandy Lewis Godefroy : Emilie
  - David Van Severen : Marc
  - Olivia Lancelot : Patricia Lima
  - Philippe Le Dem : Le procureur
  - Stéphane Guillet : Eric Zorki
  - Thomas Blanchet : le médecin Légiste
- Tournage : septembre 2018 à Rochefort[4]

### Les Mystères des majorettes
- Réalisation : Lorenzo Gabriele
- Scénario : Laure Duthilleul
- Date de diffusion :
  -  Belgique : 22 mars 2020, sur La Une[5]
  -  France : 30 mai 2020, sur France 3 (4,84 millions de téléspectateurs[6])
- Résumé : le corps d'une jeune majorette a été retrouvé dans une glacière, dans le domaine d'une riche viticultrice de Charente-Maritime. Claire, capitaine de gendarmerie, enquête.
- Distribution :
  - Isabelle Vitari : Capitaine Claire Verbecq
  - Alexandre Varga : David
  - Marie Bunel : Patricia Dulac
  - Michèle Moretti : Éliette
  - Jade Phan-Gia : Madame Li
  - David Van Severen : Ami de David
- Tournage : septembre 2019 à Brouage[7]

### Les Mystères de la chorale
- Réalisation : Emmanuelle Dubergey
- Scénario : Philippe Le Dem
- Date de diffusion :
  -  Belgique : 15 novembre 2020 sur La Une
  -  France : 13 février 2021, sur France 3
  -  Suisse : 18 décembre 2020 sur RTS1
- Résumé : Sabrya, 18 ans, a été assassinée alors qu'elle rentrait de la chorale où elle a l'habitude de chanter.
- Distribution :
  - Maud Baecker : Caroline Dubreuilh
  - Nicolas Marié : Louis Kléber
  - Fabrice Deville : Paul Lefort
  - Alix Bénézech : Hélène Brion
  - Jean-Michel Noirey : Thomas Schneider
  - Lisa Masker : Sabrya Birkan
  - Aurore Planas : Emma / Joy
  - Léopoldine Serre : Patricia Brion
  - Fatima Adoum : Mina Birkan
  - Marwan Berreni : Kuvan Birkan
  - Shemss Audat : Nadia Birkan
  - Rebecca Hampton : Laurence Virlax
  - David Van Severen : Alban
  - Sophie Payan : Cécile Duroc
  - Benjamin Gonzalez : Jason
  - Philippe Le Dem : le préfet
- Tournage : il a commencé le 12 mars 2020 à Marseille et sa région. Il a été interrompu à cause du confinement. Il a repris du 29 juin au 24 juillet 2020[8].
- Audience : Les Mystères de la chorale a rassemblé, le samedi 13 février 2021 (France 3), 5 610 000 téléspectateurs (meilleure audience en nombre de téléspectateurs), soit 23.3% du PAF[9].

### Les Mystères de l'école de gendarmerie
- Réalisation : Lorenzo Gabriele
- Scénario : Philippe Le Dem, Lorenzo Gabriele
- Date de diffusion :
  -  Belgique : 12 septembre 2021 sur La Une
  -  France : 25 septembre 2021 sur France 3
- Résumé : Emma et Adrien sont désormais en couple. Adrien est appelé à enquêter sur le meurtre d'une instructrice de l'école de gendarmerie. Emma est jalouse de la collègue d'Adrien, puis rejoint l'enquête.
- Distribution :
  - Sara Mortensen : Emma Thélier
  - Olivier Sitruk : Adrien Klévec
  - Élizabeth Bourgine : Françoise Thélier
  - Frédéric van den Driessche : Bernard Zorki
  - Christelle Reboul : Evelyne
  - Bertrand Constant : Colonel Bouguet
  - Paloma Coquant : Clémentine
  - Laurie Bordesoules : Sofia
  - Bruce Tessore : Denis River
  - Prudence Leroy : Lucie Delgado
  - Anne Plantey : Natacha
  - David Van Severen : Vincent
  - Philippe Le Dem : Procureur
  - Léa Blanche Bernard : Marie Galien
- Tournage : du 20 janvier au 17 février 2021 principalement à Rochefort, mais aussi à Geay et La Rochelle[10]
- Audience : Les Mystères de l'école de gendarmerie a réuni, le samedi 26 septembre 2021 sur France 3, 4 600 000 téléspectateurs, soit 22.9% du PAF[11].

### Les Mystères de la duchesse
- Réalisation : Emmanuelle Dubergey
- Scénario : Philippe Le Dem, Lorenzo Gabriele
- Date de diffusion :
  -  Belgique : 10 septembre 2022 sur La Une
  -  Suisse : 15 septembre 2022 sur RTS Un
  -  France : 17 septembre 2022 sur France 3
- Résumé : Cyril Le Goff est assassiné d'un coup de barre de fer sur la nuque. La capitaine de gendarmerie Maud Artuis, enceinte de plus de huit mois, commence son enquête dans le parc et remarque la présence du détective privé, qu'elle embarque dans son enquête.
- Distribution :
  - Lorie Pester : capitaine de gendarmerie Maud Artuis
  - Jeremy Banster : détective privé Lucien Labeguerri
  - Kenza Saïb-Couton : Samira
  - David Van Severen : Médecin légiste
  - Ludmila Mikaël : duchesse Louise de Crémier
  - Nicolas Van Beveren : Cyril Legoff, époux de la duchesse
  - Vanessa Liautey : Estelle de Crémier, fille de la duchesse
  - Éric Savin : Denis Perrac, le mari d'Estelle de Crémier
  - Fabrice Talon : Serge Robien, l'intendant du manoir
  - Jean Mourière : Pierre Gomez, le jardinier du manoir
  - Patrick Raynal : le maire Georges Decourcelles
  - Élisa Servier : Madeleine Decourcelles
  - Sébastien Boissavit : le serriste Jean-Marc Delonna
  - Mathéo Capelli : Pascal Chalmin, l'amant de Jean-Marc Delonna
  - Danièle Lebrun : Jeanne Labeguerri, la mère de Lucien
  - Jérémy Malaveau : Jeremy Artuis, le mari décédé de Maud
  - Gaëlle Gauthier : Carola Leone, l'ex-compagne de Cyril Legoff
- Tournage : Le tournage se déroule du 16 mars au 13 avril 2022 à Angoulême et ses environs.
- Audience : Les Mystères de la duchesse a réalisé la meilleure audience, en parts de marché, le samedi 17 septembre 2022 sur France 3 : 4 551 000 téléspectateurs, soit 24.6% de PDM[12].

### Les Mystères de la marée
- Réalisation : Lorenzo Gabriele
- Scénario : Laure Duthilleul, Lorenzo Gabriele
- Date de diffusion :
  -  Belgique : 3 septembre 2023 sur La Une
  -  Suisse : 29 septembre 2023 sur RTS Un
  -  France : 30 septembre 2023 sur France 3
- Résumé :
- Distribution :
  - Garance Thénault : Sarah
  - Christopher Bayemi : Ben
  - Julie Gayet : Emilie
  - Stephane Metzger : Sylvain
  - Kim Schwarck : Alexia
  - Louise Marion : Lina
  - Jérémy Barrière : Lucas
  - Martin Mille : Enzo
  - livier Charasson : Marchal
  - David Van Severen : Rémy
- Tournage : Le tournage se déroule du 29 mars au 26 avril 2023 à Rochefort, dans le pays rochefortais et sur l'Île d'Oléron[13],[14].
- Audience : Les Mystères de la marée a réuni, le samedi 30 septembre 2023 sur France 3, 4 499 000 téléspectateurs, soit 24.8% de part d'audience, en tête devant la Coupe du monde de rugby à XV 2023 sur M6[15].

### Les Mystères du Clos des Lilas
- Réalisation : Lorenzo Gabriele
- Scénario : Lorenzo Gabriele
- Date de diffusion : 
  -  Belgique : 28 novembre 2024 sur La Une
  -  France : 7 décembre 2024 sur France 3
- Résumé :
- Distribution :
  - Blandine Bellavoir : capitaine de gendarmerie Anna Lidman
  - Fanny Cottençon : Catherine Lidman, la mère d'Anna, journaliste
  - Marie Rousseau : Mylene Kalbat, pianiste
  - Piérick Tournier : lieutenant Pierre Adam
  - Julie Dray : Claire Favin, la fille de Mylene
  - Emmanuelle Bouaziz : Laurence Esteban, l'épouse de Claire
  - Noémie Zeitoun : Julia Weber, pianiste
  - Aurélie Konaté : Naomie Lejeune, l'assistante de Mylene
  - Christophe Gendreau : Marc Fos, le manager de Mylene
  - Laurent Secco : Antoine Miron, admirateur de Mylene
  - Loic Risser : le Procureur

- Tournage : le tournage se déroule du 9 mai au 10 juin 2024 à Lyon et dans le Rhône[16].
- Audience :

### Les Mystères des grottes du Régulus
- Réalisation : Lorie Pester[17],[18],[19],[20]
- Scénario : Lorenzo Gabriele[17],[18],[19],[20]
- Date de diffusion :
- Résumé :
- Distribution :
  - Shemss Audat : capitaine de gendarmerie Grâce Talbi
  - Antoine Hamel : Alex Mercier, expert en livres anciens et ancien gendarme
  - Philippe Caroit : Jean-Marc Monnier
  - Sophie Accard : Sybille
  - Benjamin Gaitet : Julien Monnier
- Tournage : le tournage se déroule du 26 mars au 22 avril 2025 à Rochefort, à Fouras et aux grottes du Régulus à Meschers-sur-Gironde[17],[18],[19],[20].
- Audience :